# 박병수 (1900년)
박병수(朴秉壽, 1900년 5월 21일 ~  1962년 11월 8일)는 대한민국 독립운동가이다. 호(號)는 창산(昌山).

## 생애

### 대한 독립 운동에 몸을 바친 청년 시절
대한제국 경상남도 마산 元町 54番地의 서얼 중인 후손 집안에서 출생하였으며 지난날 청나라 만저우 지방 지린 성 옌볜 자치주 훈춘 지방 해외 객지를 거쳐 일본 교토 지방 해외 객지와 대한제국 경상남도 창원 지방 백부 본가에서 각기각기로 잠시 유아기를 보낸 적이 있는 그는 1919년 경상남도 동래 지방에서 3·1 대한 독립 만세 운동에 참가하였고 그 후 대한제국 민본주의 조선 황조 전주 이씨 황실 체제의 회복을 촉구하며 요시히토 일본 군주를 통박하는 투서를 뿌려 결국 1920년 4월 소위 제령7호 위반으로 징역 1년형을 선고받고 옥고를 치렀으며 1921년에 만기출감하였다.  만기 출옥 후 그는 차라리 보다 구체적으로 대한 독립 운동을 전개하기 위해 1921년 12월 경상남도 마산(慶尙南道 馬山)에서 향리 동지  전재완(全在完)·이정문(李廷文)·김응윤(金應允) 등과 함께 비밀결사 용진단(勇進團)을 조직하고 회계를 맡았다. 용진단의 조직 체계가 단장(전재완)·총무국장(이정문)·서기국장(김응윤)·회계국장(박병수) 등으로 구성되었던 점으로 미루어, 군자금 수합 및 선전활동을 통해 해외독립운동 기관을 지원하려던 단체인데 결국 이들은 1921년 대한독립군(大韓獨立軍)이 국민정부 중화민국 대륙 본토 둥베이 지방 청산리(東北地方 靑山里)에서 일본군을 궤멸시켰다는 사건들을 등사한 전단을 경상남도 창원군(昌原郡) 구산면사무소(龜山面事務所)에 배포하였다가 체포되어 1922년 3월에 징역 1년형을 또 선고받고 옥고를 치렀으며 1923년에 만기출감하였다.

### 1945년 광복 이후
1923년에 두번째로 출감한 그는 그 후 경상남도 양산 지방에서 텃밭 농부로 소일하다가 1945년 경상남도 양산에서 8·15 조선 광복을 목도하였다. 그 후 1948년 1월 25일에서 1948년 8월 26일까지 한국독립당 대표전임위원 직위를 지냈으며 1948년 8월 26일을 기하여 한국독립당 탈당을 하였다. 그리고 그 후 1953년 10월 7일에서 1953년 10월 21일까지 경상남도 도지사 직무대행 서리 직책을 잠시 지냈다. 

## 사후
대한민국 정부에서는 고인의 공훈을 기리고자 2005년 8월 15일을 기하여 건국훈장 애족장을 추서하였다.